# هالیوود (ترانه مارینا و دیاموندز)
«هالیوود» (انگلیسی: Hollywood) تک‌آهنگی از خواننده و ترانه‌سرای بریتانیایی مارینا و دیاموندز از اولین آلبوم استودیویی او «جواهرات خانوادگی» است که در ۲۹ ژانویه ۲۰۱۰ منتشر شد.